# Instantes
Instantes (en algunas versiones, Momentos) es el título de un texto atribuido al escritor argentino Jorge Luis Borges Está escrito en un estilo similar al de la literatura de autoayuda y aparentemente se origina en la traducción del inglés de un artículo en prosa. Existen numerosas versiones castellanas con muchas variantes. Ha circulado masivamente a través de notas periodísticas, compilaciones, láminas y cadenas de correo electrónico, muchas veces con atribución errónea de su autoría a Borges.
Las numerosas versiones en castellano adoptan la forma de un poema en primera persona cuyo argumento es la reflexión, en tono melancólico, de alguien de edad avanzada (la última frase cita la edad de 85 años en la mayoría de las variantes) que al final de su vida se arrepiente de no haber cometido más errores y de haberse privado de algunos placeres sencillos.

## Orígenes y alcance del equívoco
El error sobre la autoría del poema se extendió tanto que el 4 de diciembre de 2005, el cantante irlandés Bono, integrante de U2, leyó en el programa de televisión mexicano Teletón México 2005 unas líneas del texto, que atribuyó a Borges (de quien dijo, también erróneamente, que era un escritor chileno).
El texto Instantes también se publicó y atribuyó equivocadamente a Borges en la revista mexicana Plural, en mayo de 1989 (páginas 4 y 5) y en el libro Todo México (Diana, 1990), de Elena Poniatowska (p. 144), que fue a su vez incluido en la compilación Borges y México (Plaza y Janés, 1999) del investigador mexicano Miguel Capistrán, entre las obras más relevantes que han perpetuado la atribución a Jorge Luis Borges.

## Autoría y texto
La primera versión que se conoce del texto fue publicada antes de 1935, o quizás a comienzos de ese año, en la revista estadounidense College Humor, firmada por el humorista y caricaturista Don Herold, bajo el título "I'd Pick More Daisies", dado que es citado ampliamente en el The Journal of Health and Physical Education. Herold publicó otra versión, revisada, en la edición de octubre de 1953 del Reader's Digest.
Las versiones que circulan en castellano suelen estar organizadas en forma de poema, pero el texto de Herold está en prosa, e incluye frases que le dan un marco menos melancólico y más escéptico.
Una versión apócrifa, en prosa y en inglés, apareció en 1975 en el Newsletter de la Asociación para la Psicología Humanista de San Francisco, California, y se reproduce en la revista Family Circle en 1978, firmada por una tal Nadine Stair, una anciana de 85 años de Louisville, Kentucky, Estados Unidos, y que más adelante recordaría el escritor Leo Buscaglia en su libro Vivir, amar y aprender, sugiriendo la frase final del texto: "Pero ya ven, tengo 85 años y sé que me estoy muriendo...", que no figura en ninguna de las versiones en inglés.
Las primeras líneas de las versiones en idioma castellano son aproximadamente las siguientes (la división en renglones varía según la versión):
Si pudiera vivir nuevamente mi vida. 
En la próxima trataría de cometer más errores. 
No intentaría ser tan perfecto, me relajaría más. 
Sería más tonto de lo que he sido, de hecho
tomaría muy pocas cosas con seriedad.
Sería menos higiénico.
Existe una marcada diferencia con el estilo y la temática de la obra de Borges.